# Ждановский сельсовет (Оренбургская область)
Ждановский сельсовет — сельское поселение в Александровском районе Оренбургской области Российской Федерации.
Административный центр — село Ждановка.

## История
Статус и границы сельского поселения установлены Законом Оренбургской области от 9 марта 2005 года № 1892/320-III-ОЗ «О муниципальных образованиях в составе муниципального образования Александровский район Оренбургской области»

## Население
| 2010  | 2012  | 2013  | 2014  | 2015  | 2016  | 2017  |
| ----- | ----- | ----- | ----- | ----- | ----- | ----- |
| 2235  | ↘2161 | ↘2134 | ↘2106 | ↘2051 | ↘1988 | ↘1944 |
| 2018  | 2019  | 2020  | 2021  |       |       |       |
| ↘1924 | ↘1916 | ↘1872 | ↘1818 |       |       |       |

## Состав сельского поселения
| № | Населённый пункт | Тип населённого пункта       | Население |
| - | ---------------- | ---------------------------- | --------- |
| 1 | Ждановка         | село, административный центр | 1143      |
| 2 | Каменка          | село                         | 417       |
| 3 | Николаевка       | село                         | 23        |
| 4 | Новоникольское   | село                         | 295       |
| 5 | Новоспасское     | село                         | 124       |
| 6 | Фёдоровка        | село                         | 233       |